# チルワースのルーカス男爵
チルワースのルーカス男爵（英: Baron Lucas of Chilworth）は、イギリスの男爵、貴族。連合王国貴族爵位。  

## 歴史
実業家にして労働党の政治家ジョージ・ウィリアム・ルーカス(1896-1967)は、1946年6月27日に連合王国貴族としてサウサンプトン州チルワースにおけるチルワースのルーカス男爵(Baron Lucas of Chilworth, of Chilworth in the County of Southampton)に叙された。この叙爵ののち、アトリー内閣下で侍従たる議員や国王親衛隊隊長職を歴任している。 
2代男爵は父とは異なり、保守党の政治家として活動した。サッチャー政権下で貿易産業政務次官を務めている。 
その後は2代男爵の長男サイモン(1957-)が男爵位を継承した。彼が現在も男爵家当主を務めている。 
なお、駐シリア英国大使を務めた外交官アイヴァー・ルーカス（1927-2018)は初代男爵の弟である。  
男爵家のモットーは『労働に勝るものなし(Labor Vincit Omnia)』。

## チルワースのルーカス男爵（1946年）
- 初代チルワースのルーカス男爵ジョージ・ウィリアム・ルーカス（英語版）（1896-1967）
- 第2代チルワースのルーカス男爵マイケル・ウィリアム・ジョージ・ルーカス（英語版）（1926-2001）
- 第3代チルワースのルーカス男爵サイモン・ウィリアム・ルーカス（1957-）

法定推定相続人は現当主の息子であるジョン・ロナルド・ミュア・ルーカス閣下（1995-）。 